# Riviera Romagnola
De Riviera Romagnola is de Italiaanse riviera die zich aan de noordoostkust van Italië bevindt, aan de Adriatische Zee. Het maakt deel uit van de regio Emilia-Romagna, waar het naar genoemd is. 
Rimini is de voornaamste stad van de Riviera Romagnola.   

## Plaatsen en steden aan de Riviera Romagnola
- Comacchio
- Ravenna
- Cervia-Milano Marittima
- Cesenatico
- Bellaria-Igea Marina
- Rimini
- Riccione
- Misano Adriatico
- Cattolica
- Gabicce Mare